# 강진규 (축구인)
강진규(1983년 9월 10일 ~ )는 대한민국의 전직 축구 선수이다. 현역 시절 포지션은 미드필더였다.